# Erich Kern

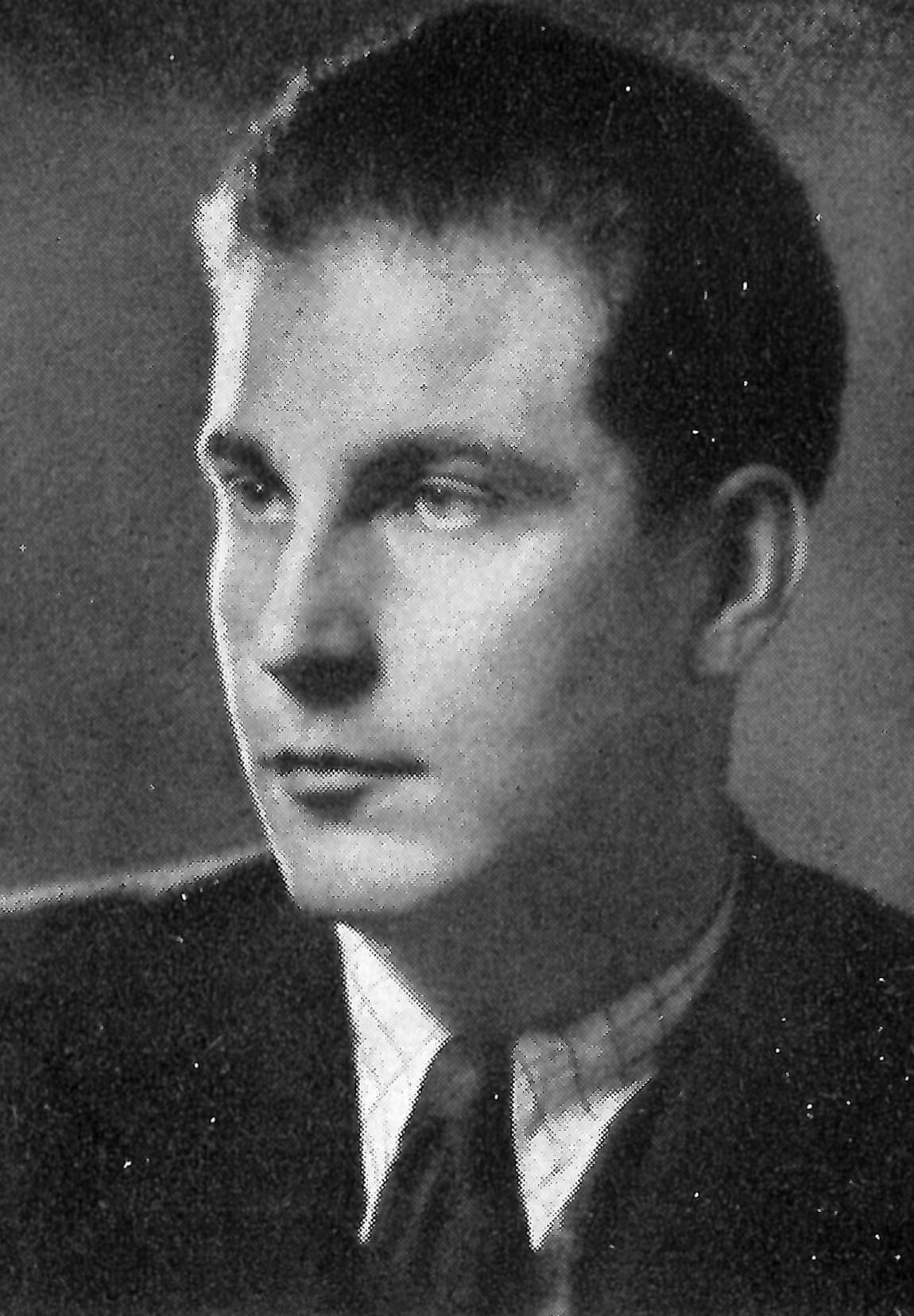
Erich Kern, um 1942

Erich Kern, eigentlich Erich Knud Kernmayr (* 27. Februar 1906 in Graz, Österreich-Ungarn; † 13. September 1991 in Kammer am Attersee) war ein österreichischer nationalsozialistischer Funktionär und rechtsextremer Publizist, dessen Schriften u. a. beim Verlag der Deutschen National-Zeitung verlegt wurden. 

## Leben
Der Sohn eines Angestellten besuchte zunächst fünf Jahre die Volksschule und dann fünf Jahre das Gymnasium, das er mit der Mittleren Reife verließ. Er arbeitete als Schriftleiter und wurde Mitglied der österreichischen kommunistischen Partei (KPÖ). Er wurde wegen „kommunistischer Umtriebe“, aber auch wegen Diebstahls und Betrugs insgesamt elfmal bestraft und noch 1934 wegen kommunistischer Betätigung inhaftiert. Im März 1938 wurde er Mitglied der SA, er beantragte am 1. Juni 1938 die Aufnahme in die NSDAP und wurde rückwirkend zum 1. Mai desselben Jahres aufgenommen (Mitgliedsnummer 6.220.362). Am 15. Mai 1941 wurde er unter anderem wegen seiner Vorstrafen aus der SA entlassen.
1936 wurde Kern stellvertretender Chefredakteur der Wiener Redaktion der Nationalzeitung (Essen). 1938 trat er als Chef vom Dienst in die Redaktion der Zeitung Deutscher Telegraf ein. 1939 fungierte er als Gaupresseamtsleiter in der Gauleitung Wien der NSDAP. 1940 wurde er Leiter der Pressestelle des saarländischen Gauleiters Josef Bürckel. Januar 1941 trat er als Kriegsberichterstatter in eine Propagandakompanie der Waffen-SS ein. 1945 hatte er den Dienstgrad eines SS-Untersturmführers erreicht. 1945/46 befand sich Kern in amerikanischer Kriegsgefangenschaft.
Nach dem Zweiten Weltkrieg wurden seine Schriften Spanien in Flammen! (1936), Genosse, Du hast das Wort …! (1937), Der Tag unseres Lebens. Roman eines Österreichischen Arbeiters (1938), Fahne im Sturm (1940) und Lothringen (1942) in der Sowjetischen Besatzungszone auf die Liste der auszusondernden Literatur gesetzt.
Kern gehörte zu den Gründungsmitgliedern des sogenannten Gmundner Kreises, eines Sammelbeckens ehemals führender SS- und NSDAP-Mitglieder, der rechtsextremen Gesellschaft für freie Publizistik und des Verbandes der Unabhängigen. Er war Redakteur und von 1955 bis 1958 Chefredakteur der Deutschen Soldaten-Zeitung. Er gab mehrere Zeitungen der äußersten Rechten heraus, darunter ab 1955 das Verbandsblatt der Hilfsgemeinschaft auf Gegenseitigkeit der Soldaten der ehemaligen Waffen-SS (HIAG). Auch bei mehreren rechtsextremen Parteien (SRP, NPD, DVU) war Kern aktiv. 1982 wurde er mit dem Dichtersteinschild des 1999 wegen nationalsozialistischer Wiederbetätigung verbotenen Vereins Dichterstein Offenhausen ausgezeichnet.

## Wertung
Kerns Publikationen sind durchzogen vom Antisemitismus völkisch-nationalistischer Propaganda, der Weißwäsche von Wehrmacht und Waffen-SS sowie anderer NS-Organisationen. Nach seiner Ansicht sind die Deutschen die eigentlichen Opfer des Zweiten Weltkrieges. Einige seiner Werke sind in zahlreichen Auflagen erschienen (und erscheinen noch immer); sie bilden auch heute noch einen festen Bezugspunkt für Rechtsextremisten.

## Veröffentlichungen
- Klingende Straße … Vagabundengesänge, von Erich Knud. (Pseudonym). (Druckerei) Horst, Leoben 1934, StLBk.
- Die Steinerne Leiten. Bücher der jungen Mannschaft, Band 7, ZDB-ID 25968-8. Enßlin & Laiblin, Reutlingen 1938, OBV.
- Der Marsch ins Nichts. Roman. Paul Zsolnay, Berlin/Wien 1938, OBV.
- Steirische Novellen. Zsolnay, Berlin 1939. (Später unter dem Titel: Der verratene Berg. Steirische Novellen. Wiener Verlagsgesellschaft, Wien 1943, OBV.)
- Wien. Ertl, Wien 1940, DNB.
- Das goldene Tor. Novellen aus Metz. Buchgewerbehaus, Saarbrücken 1942, DNB.
- Johannisnacht. Erzählungen. Kleinbuchreihe Südost, Band 35, ZDB-ID 1217089-6. Wiener Verlagsgesellschaft, Wien 1942, OBV.
- Der große Rausch. Rußlandfeldzug 1941–1945. Thomas, Zürich 1948. Englisch: Dance of death. Übers. Paul Findlay. Collins, London 1951, OBV.
- Das harte Leben. Auszüge aus einem Tagebuch von 1947 bis 1950. Verlag Welsermühl, Wels 1950, OBV.
- Herz im Stacheldraht. Diana, Salzburg 1950, OBV.
- Das andere Lidice. Die Tragödie der Sudetendeutschen. Welsermühl, Wels 1950, OBV.
- Robert Hohlbaum 65 Jahre. Welsermühl, Wels 1951, OBV-
- Insel der Tapferen. Roman. Welsermühl, Wels 1951, OBV.
- Buch der Tapferkeit. Druffel-Verlag, Leoni 1953, OBV.
- Die Uhr blieb stehen. Welsermühl, Wels 1953, OBV.
- Heimat im Feuer. Schild-Hefte, Band 15. Schild-Verlag, München 1954, ZDB-ID 2462544-9.
- Der Dorn im Fleische. Roman der Fremdenlegion. (Österreichische Ausgabe). Welsermühl, Wels 1955, OBV.
- Weißer Mann – toter Mann? Ostasien im Umbruch. Ein Augenzeugenbericht. Welsermühl, Wels 1955, OBV.
- Das goldene Feld. Roman aus der Ukraine. Schild, München-Lochhausen 1957, DNB.
- Menschen im Netz. Roman. Welsermühl, Wels 1957, OBV.
- Algerien in Flammen. Ein Volk kämpft um seine Freiheit. Plesse-Verlag, Göttingen 1958, OBV.
- Stadt ohne Gnade. Ein Roman um Berlin. Welsermühl, Wels 1959, OBV.
- Das große Kesseltreiben. Bleibt der deutsche Soldat vogelfrei? Erste Auflage. Reichsruf-Schriftenreihe, Band 6, ZDB-ID 2197181-X. Reichsruf, Hannover 1960, ÖNB.
- Die letzte Schlacht. Ungarn 1944–45. 1. Auflage, Karl Waldemar Schütz, Göttingen 1960, ÖNB. (3. Auflage, 1985: ISBN 3-87725-016-5).
- Der Tag des Gerichts. Eine Novelle. Türmer-Verlag, München 1961, OBV.
- Von Versailles zu Adolf Hitler. Der schreckliche Friede. Schütz, Göttingen 1961, OBV.
- Opfergang eines Volkes. Der totale Krieg. Schütz, Göttingen 1962, ÖNB.
- General Helmuth von Pannwitz und seine Kosaken. Sie kämpften für die Freiheit und starben am Westen. Plesse, Göttingen 1963, OBV.
- Deutschland im Abgrund. Das falsche Gericht. Schütz, Göttingen 1963, DNB.
- Verrat an Deutschland. Spione und Saboteure gegen das eigene Vaterland. Schütz, Göttingen 1963, OBV.
- Kampf in der Ukraine 1941–1944. Plesse, Göttingen 1964, OBV.
- Verbrechen am deutschen Volk. Dokumente alliierter Grausamkeiten 1939-1949. Schütz, Göttingen 1964, OBV. (8. Auflage, 1983: ISBN 3-87725-040-8).
- Weder Frieden noch Freiheit. Deutsches Schicksal unserer Zeit. Schütz, Göttingen 1965, OBV.
- Von Versailles nach Nürnberg. Der Opfergang des deutschen Volkes. Schütz, Göttingen 1967, LOC.
- Der Sieg der Soldaten. Schütz, Göttingen 1969, DNB.
- SPD ohne Maske. Eine politische Dokumentation. National-Verlag, Hannover 1970, ÖNB. 7. erw. Auflage 1976 ISBN 3-920722-01-9.
- Meineid gegen Deutschland. Eine Dokumentation über den politischen Betrug. Schütz, Göttingen 1971, OBV.
- Adolf Hitler und seine Bewegung. Der Parteiführer. (Hitler-Trilogie, 1.) Schütz, Göttingen 1970, ÖNB.
  - Adolf Hitler und der Krieg. Der Feldherr. (Hitler-Trilogie, 3.) Schütz, Preußisch Oldendorf 1971, OBV. (3. Auflage, 1978: ISBN 3-87725-003-3).
  - Adolf Hitler und das Dritte Reich. Der Staatsmann. (Hitler-Trilogie, 2.) Schütz, Göttingen 1971, ÖNB.; 3. Aufl. 1981 ISBN 3-87725-002-5.
- So wurde Deutschland verraten. Eine Dokumentation über den Verrat im Zweiten Weltkrieg. National-Verlag, Hannover 1971, ÖNB.
  - So wurde Deutschland verraten. Dokumentarische Neubearbeitung nach dem letzten Stand der historischen Forschung. Zweite, verbesserte Auflage. Deutsche Verlagsgesellschaft, Rosenheim 1974, ISBN 3-920722-06-X.
- Willy Brandt – Schein und Wirklichkeit. Eine Dokumentation. National-Verlag, Rosenheim 1973, ISBN 3-920722-18-3.
- Das Abenteuer der Wahrheit. Aufgabe und Verpflichtung eines deutschen Publizisten. 2., erw. Aufl. Deutsche Verlagsgesellschaft, Rosenheim 1974
- mit Erich Kempka (Bearb.): Die letzten Tage mit Adolf Hitler. Schütz, Preußisch Oldendorf 1975, ISBN 3-87725-080-7.
- Generalfeldmarschall Ferdinand Schörner. Ein deutsches Soldatenschicksal. Schütz, Preußisch Oldendorf 1976, ISBN 3-87725-083-1 und ISBN 3-920722-15-9.
- SPD, Sicherheitsrisiko für alle. DVG, Rosenheim 1976, DNB.
- Die Tragödie der Juden. Schicksal zwischen Propaganda und Wahrheit. Schütz, Preußisch Oldendorf 1979, ISBN 3-87725-093-9.
- — (Hrsg.), Karl Balzer: Alliierte Verbrechen an Deutschen. Die verschwiegenen Opfer. Schütz, Preußisch Oldendorf 1980, ISBN 3-87725-096-3.
- — (Hrsg.): Verheimlichte Dokumente. Was den Deutschen verschwiegen wird. Zweite Auflage. FZ-Verlag, München 1988, ISBN 3-924309-08-6.
  - Band 2: Bernhard Steidle (Hrsg.): Verheimlichte Dokumente. Was den Deutschen verschwiegen wird. FZ-Verlag, München 1995, OVB, ISBN 3-924309-26-4.